# Liste de films français sortis en 1936
Listes de films français
- 1932
- 1933
- 1934
- 1935
- 1936
- 1937
- 1938
- 1939
- 1940

Liste non exhaustive de films français sortis en 1936 :
| Titre                                           | Réalisateur                           | Distribution                                                       | Genre                   | Notes  |
| ----------------------------------------------- | ------------------------------------- | ------------------------------------------------------------------ | ----------------------- | ------ |
| 27, rue de la Paix                              | Richard Pottier                       | Renée Saint-Cyr, Suzy Prim                                         | Policier                |        |
| L'Amant de Madame Vidal                         | André Berthomieu                      | Elvire Popesco, Victor Boucher,Jacques Louvigny                    | Comédie                 |        |
| Les Amants terribles                            | Marc Allégret                         | Gaby Morlay, André Luguet, Henri Guisol                            | Comédie dramatique      |        |
| L'Ami de Monsieur                               | Pierre de Cuvier                      | Ginette Leclerc, Pierre Stephen                                    | Comédie                 | 31 min |
| Anne-Marie                                      | Raymond Bernard                       | Annabella, Paul Azaïs,Pierre Richard-Willm                         | Drame                   |        |
| L'Appel du silence                              | Léon Poirier                          | Jean Yonnel, Pierre de Guingand,Jacqueline Francell                | Drame                   |        |
| L'Argent                                        | Pierre Billon                         | P. Richard-Willm, Véra Korène, Olga Tschechowa                     | Drame                   |        |
| L'Assaut                                        | Pierre-Jean Ducis                     | Charles Vanel, Alice Field,André Alerme                            | Drame                   |        |
| Au service du tsar                              | Pierre Billon                         | Alfred Adam, Pierre Alcover, Pierre Richard-Willm                  | Drame historique        |        |
| Au son des guitares                             | Pierre-Jean Ducis                     | Tino Rossi, Paul Azaïs, Nita Raya                                  | Musical                 |        |
| Aux jardins de Murcie                           | Marcel Gras et Max Joly               | Hubert Prelier, Geymond Vital,Juanita Montenegro                   | Drame                   |        |
| Avec le sourire                                 | Maurice Tourneur                      | Marie Glory, André Lefaur, Maurice Chevalier                       | Comédie                 |        |
| Aventure à Paris                                | Marc Allégret                         | Lucien Baroux, Jules Berry Danièle Parola, Arletty                 | Comédie                 |        |
| L'Aventure de Guy                               | Alain Resnais                         |                                                                    | Court métrage           |        |
| Bach détective                                  | René Pujol                            | Bach, Paul BernardMonique Bert                                     | Comédie                 |        |
| Barbe-Bleue                                     | Jean Painlevé                         |                                                                    | Animation Court métrage |        |
| Les Bas-fonds                                   | Jean Renoir                           | Jean Gabin, Louis Jouvet,Suzy Prim                                 | Drame                   |        |
| Les Bateliers de la Volga                       | Vladimir Strizhevsky                  | Pierre Blanchar, Véra Korène, Charles Vanel                        | Drame                   |        |
| La Belle Équipe                                 | Julien Duvivier                       | Jean Gabin, Charles Vanel, Raymond Aimos                           | Drame                   |        |
| Bichon                                          | Fernand Rivers                        | Victor Boucher,Marguerite DevalDolly Davis                         |                         |        |
| La Brigade en jupons                            | Jean de Limur                         | Paulette Dubost, Raymond Cordy Suzanne Dehelly                     | comédie                 |        |
| César                                           | Marcel Pagnol                         | Raimu, Pierre Fresnay, Orane Demazis                               | Mélodrame               |        |
| Le Champion de ces dames                        | René Jayet                            | Roger Tréville, Darman, Simone Cerdan, Alice Tissot                | Comédie                 |        |
| Club de femmes                                  | Jacques Deval                         | Danielle Darrieux, Betty Stockfeld                                 | Comédie dramatique      |        |
| Cœur de gueux                                   | Jean Epstein                          | André Burgère, Madeleine Renaud                                    | Drame                   |        |
| Le cœur dispose                                 | Georges Lacombe Raoul Ploquin         | Raymond Rouleau, Renée Saint-Cyr Marguerite Templey                | comédie                 |        |
| Les Conquêtes de César                          | Léo Joannon                           | Max Régnier, Christiane Delyne Jim Gérald                          | Comédie                 |        |
| La Coqueluche de ces dames                      | Gabriel Rosca                         | Lisette Lanvin, Louis-Jacques Boucot                               | Comédie                 |        |
| Le Coup de trois                                | Jean de Limur                         | René Lefèvre, Jeanne Fusier-Gir                                    | Comédie                 |        |
| Coup de vent                                    | Jean Dréville                         | Yvette Lebon, Paul Azaïs,Jean Aquistapace                          | Comédie dramatique      |        |
| Couturier de mon cœur (ou Le Roi de la couture) | René Jayet, Raymond de Cesse          | André Berley, Adrien Lamy Jeanne Helbling, Jeanne Fusier-Gir       | Comédie                 |        |
| Le Crime de monsieur Lange                      | Jean Renoir                           | Jules Berry, Florelle,René Lefèvre                                 | Comédie dramatique      |        |
| Les Croquignolle                                | Robert Péguy                          | Max Régnier, Alice Tissot,Germaine Roger                           | comédie Court métrage   |        |
| Les Demi-vierges                                | Pierre Caron                          | Marie Bell, Daniel Lecourtois,Madeleine Renaud                     | comédie                 |        |
| La Dernière Valse                               | Léo Mittler                           | Jarmila Novotna, Jean Martinelli,Armand Bernard                    | Comédie dramatique      |        |
| Les Deux Gamines                                | René Hervil Maurice Champreux         | Abel Tarride,Alice Tissot,Maurice Escande                          | Drame                   |        |
| Les Deux Gosses                                 | Fernand Rivers                        | Annie Ducaux, Dorville Paul Barge                                  | Drame                   |        |
| Le Disque 413                                   | Richard Pottier                       | Jules Berry, Constant Rémy Pierre Larquey                          | Espionnage              |        |
| Donogoo                                         | Reinhold Schünzel Henri Chomette      | Raymond Rouleau, Renée Saint-Cyr Adrien Le Gallo, Pierre Alcover   | Comédie                 |        |
| L'École des journalistes                        | Christian-Jaque                       | Armand Bernard, Colette Darfeuil, Charles Lemontier                | Comédie                 |        |
| L'Enfant du Danube                              | André Alexandre, Charles Le Derlé     | Ginette Gaubert,Josseline Gaël,Henri Marchand                      | Comédie                 |        |
| L'Esclave blanc                                 | Jean-Paul Paulin                      | George Rigaud ...                                                  |                         |        |
| Le Faiseur                                      | André Hugon                           | Paul Pauley, Janine Borelli,Philippe Janvier                       | Comédie                 |        |
| Faisons un rêve                                 | Sacha Guitry                          | Sacha Guitry, Raimu,Jacqueline Delubac                             | Comédie                 |        |
| Feu la mère de Madame                           | Germain Fried                         | Arletty, Jean Dunot,Madeleine Suffel                               | Court métrage Comique   |        |
| La Flamme                                       | André Berthomieu                      | Josette Day, Raymond Cordy,Colette Darfeuil                        | Mélodrame               |        |
| Les Gaietés de la finance                       | Jack Forrester                        | Fernandel, Raymond Cordy Raoul Marco                               | comédie                 |        |
| Les Gaietés du palace                           | Walter Kapps                          | Christiane Delyne, Armand Bernard, Jeanne Fusier-Gir, Félix Oudart | Comédie                 |        |
| La Garçonne                                     | Jean de Limur                         | Marie Bell, Arletty, Henri Rollan                                  | Drame                   |        |
| Le Golem                                        | Julien Duvivier                       | Harry Baur, Jany HoltGermaine Aussey                               | Fantastique             |        |
| Les Grands                                      | Félix Gandéra                         | Charles Vanel, Gaby MorlayAndré Fouché                             | Comédie dramatique      |        |
| Haut comme trois pommes                         | Ladislas Vajda Pierre Ramelot         | Madeleine Guitty, Raymond Cordy,Roland Toutain                     | Comédie                 |        |
| Hélène                                          | Jean Benoît-Lévy et Marie Epstein     | Madeleine Renaud, Constant Rémy,Jean-Louis Barrault                | Comédie dramatique      |        |
| Les Hommes nouveaux                             | Marcel L'Herbier                      | Harry Baur, Natalie Paley,Gabriel Signoret                         | Drame                   |        |
| Inspecteur Grey                                 | Maurice de Canonge                    | Maurice Lagrenée, Colette Broïdo                                   | policier                |        |
| Irma Lucinde, voyante                           | Claude Orval                          | Alice Tissot, Louis FlorenciePauline Carton                        | comédie                 |        |
| Jacques et Jacotte                              | Robert Péguy                          | Roger Tréville, Jacotte                                            | Comédie                 |        |
| J'arrose mes galons                             | René Pujol                            | Bach, Félix Oudart,Marguerite Pierry                               | Comédie                 |        |
| Jenny                                           | Marcel Carné                          | Françoise Rosay, Albert Préjean,Lisette Lanvin                     | Drame                   |        |
| Jeunes Filles de Paris                          | Claude Vermorel                       | Michel Simon, Paul Azaïs,Mireille Balin                            | Film d'action           |        |
| Jeunesse d'abord                                | Claude HeymannJean Stelli             | Josette Day, Pierre BrasseurJean Aquistapace, Max Révol            |                         |        |
| Joli Monde                                      | René Le Hénaff                        | Germaine Aussey, Georges Rigaud                                    |                         |        |
| La Joueuse d'orgue                              | Gaston Roudès                         | Marcelle Géniat, Pierre Larquey Jacques Varennes                   | Drame                   |        |
| Les Jumeaux de Brighton                         | Claude Heymann                        | Raimu, Michel Simon,Suzy Prim                                      | Comédie dramatique      |        |
| Les Loups entre eux                             | Léon Mathot                           | Roger Duchesne, Jules Berry,Renée Saint-Cyr                        | Espionnage              |        |
| Mademoiselle Mozart                             | Yvan Noé                              | Danielle Darrieux, Pierre Mingand                                  | Comédie                 |        |
| La Madone de l'Atlantique                       | Pierre Weill                          | Nino Constantini, Josseline Gaël Yvonne Rozille, Pierre Mingand    | comédie                 |        |
| La main passe                                   | André Hugon                           | Pierre Larquey, Milly Mathis                                       | Court métrage           |        |
| Mais n'te promène donc pas toute nue !          | Léo Joannon                           | Arletty, Félix Oudart,Sinoël                                       | Court métrage Comique   |        |
| Le Mari rêvé                                    | Roger Capellani                       | Pierre Brasseur, Arletty,Marcel Vallée                             | Comédie                 |        |
| Les Mariages de Mademoiselle Lévy               | André Hugon                           | Yvette Lebon, Pierre Mingand,André Burgère                         | Comédie                 |        |
| Maria de la nuit                                | Willy Rozier                          | Gina Manès, Paul Bernard,Monique Rolland                           | Drame                   |        |
| La Mariée du régiment                           | Maurice Cammage                       | Pierre Larquey, Lyne Clevers,Jean Dunot, Suzanne Dehelly           | Comédie                 |        |
| Marinella                                       | Pierre Caron                          | Tino Rossi, Yvette Lebon,Julien Carette                            | F. musical              |        |
| La Marraine de Charley                          | Pierre Colombier                      | Lucien Baroux, Georges Rigaud Marguerite Moreno                    | comédie                 |        |
| Martha                                          | Karl Anton                            | Huguette Duflos, Roger Bourdin,Sim Viva, Nina Myral                | F. musical              |        |
| Mayerling                                       | Anatole Litvak                        | Danielle Darrieux, Charles Boyer                                   | Drame historique        |        |
| Ménilmontant                                    | René Guissart                         | Pierre Larquey, Josette Day, Gabriel Signoret                      | Comédie dramatique      |        |
| Messieurs les ronds-de-cuir                     | Yves Mirande                          | Arletty, Lucien Baroux,Gabriel Signoret                            | Comédie                 |        |
| Michel Strogoff                                 | Jacques de BaroncelliRichard Eichberg | Anton Walbrook, Colette Darfeuil,Armand Bernard                    | Drame                   |        |
| Le Mioche                                       | Léonide Moguy                         | Lucien Baroux, Pauline Carton,Gabrielle Dorziat                    | Comédie                 |        |
| Mister Flow                                     | Robert Siodmak                        | Louis Jouvet, Edwige Feuillère,Mila Parély                         | Comédie dramatique      |        |
| Mon père avait raison                           | Sacha Guitry                          | Sacha Guitry, Paul Bernard,Betty Daussmond                         | Comédie                 |        |
| Monsieur est saisi                              | René Sti                              | Maximilienne, Sinoël, André Siméon                                 | Court métrage           | 36 min |
| Monsieur Personne                               | Christian-Jaque                       | Jules Berry Josseline Gaël                                         | Comédie dramatique      |        |
| Le Mort en fuite                                | André Berthomieu                      | Jules Berry, Michel Simon,Marie Glory                              | Comédie                 |        |
| Moutonnet                                       | René Sti                              | Noël-Noël, Michel SimonLucien Rozenberg                            | Comédie                 |        |
| Les Mutinés de l'Elseneur                       | Pierre Chenal                         | Jean Murat, André BerleyMaurice Lagrenée                           |                         |        |
| La Mystérieuse Lady                             | Robert Péguy                          | Fernand Mailly, Gina ManèsSimone Renant                            |                         |        |
| Nitchevo                                        | Jacques de Baroncelli                 | Harry Baur, Georges Rigaud,Marcelle Chantal                        | Drame                   |        |
| Notre-Dame-d'Amour                              | Pierre Caron                          | Antonin Berval, Lise Delamare, Raymond Cordy, Nane Germon          |                         |        |
| Le Nouveau Testament                            | Sacha Guitry                          | Sacha Guitry, Betty Daussmond, Jacqueline Delubac                  | Comédie                 |        |
| Œil de lynx, détective                          | Pierre-Jean Ducis                     | Armand Bernard, Alice Tissot, Janine Merrey                        | Comédie                 |        |
| On ne roule pas Antoinette                      | Paul Madeux                           | Armand Bernard, Paul Pauley, Simone Renant                         | Comédie                 |        |
| Les Pattes de mouche                            | Jean Grémillon                        | Renée Saint-Cyr, Claude May, Pierre Brasseur                       | Comédie sentimentale    |        |
| La Petite Dame du wagon-lit                     | Maurice Cammage                       | Pauley, Roger Tréville Colette Darfeuil                            | Comédie                 |        |
| La Petite Sauvage                               | Jean de Limur                         | Paulette Dubost, Gabrielle Fontan, Christiane Delyne               | Comédie                 |        |
| Les Petites Alliées                             | Jean Dréville                         | Madeleine Renaud, Constant Rémy, Maurice Escande                   | Comédie dramatique      |        |
| La Peur                                         | Viktor Tourjanski                     | Gaby Morlay, Suzy Prim, Charles Vanel                              | Drame                   |        |
| Pluie d'or                                      | Willy Rozier                          | Josseline Gaël, Jean Weber, Dorville                               | Comédie                 |        |
| Port-Arthur                                     | Nicolas Farkas                        | Danielle Darrieux, Charles Vanel, Anton Walbrook                   | Guerre                  |        |
| La Porte du large                               | Marcel L'Herbier                      | Victor Francen, Jacques Baumer, Jean-Pierre Aumont                 | Drame                   |        |
| Poursuites blanches                             | Marcel Ichac                          | Maurice Baquet et des sportifs                                     |                         |        |
| Prête-moi ta femme                              | Maurice Cammage                       | Pierre Brasseur, Pierre Larquey Suzanne Dehelly                    | Comédie                 |        |
| Prince des Six Jours                            | Robert Vernay                         | Adrien Lamy, Marcel Vallée, Paulette Dubost                        | Comédie                 |        |
| Quand minuit sonnera                            | Léo Joannon                           | Pierre Renoir, Marie Bell, Roger Karl                              | Policier                |        |
| Radio                                           | Maurice Cloche                        | Claude Dauphin Damia, Fréhel                                       | Documentaire            |        |
| Rigolboche                                      | Christian-Jaque                       | Mistinguett, André Lefaur, Jules Berry                             | Comédie musicale        |        |
| Le Roi                                          | Pierre Colombier                      | Victor Francen, Raimu Gaby Morlay                                  | Comédie                 |        |
| Le Roman d'un spahi                             | Michel Bernheim                       | Mireille Balin, Georges Rigaud Pierre Larquey                      | Drame colonial          |        |
| Le Roman d'un tricheur                          | Sacha Guitry                          | Sacha Guitry, Jacqueline Delubac Marguerite Moreno                 | Comédie                 |        |
| Rose                                            | Raymond Rouleau                       | Jean Servais, Lisette Lanvin Henri Guisol, Sylvia Bataille         | Comédie                 |        |
| Roses noires                                    | Jean Boyer Paul Martin                | Lilian Harvey, Edmond Beauchamp                                    | Drame                   |        |
| La Route heureuse                               | Georges Lacombe                       | Edwige Feuillère, Claude Dauphin André Bacqué, Yvonne Rozille      | Comédie                 |        |
| Sacré Léonce                                    | Christian-Jaque                       | Armand Bernard, Monique Rolland, Christiane Delyne                 | Comédie                 |        |
| Samson                                          | Maurice Tourneur                      | Harry Baur, Gaby Morlay, Suzy Prim                                 | Drame                   |        |
| Le Secret de Polichinelle                       | André Berthomieu                      | Raimu, Françoise Rosay, André Alerme                               | Comédie dramatique      |        |
| Le Secret de l'émeraude                         | Maurice de Canonge                    | Jean Brochard, Colette Broïdo, Marcelle Yrven                      | Policier                |        |
| Sept hommes, une femme                          | Yves Mirande                          | Fernand Gravey, Saturnin Fabre, Pierre Larquey                     | Comédie                 |        |
| Soigne ton gauche                               | René Clément                          | Jacques Tati, Max Martel                                           | Court métrage comique   | 12 min |
| La Souris bleue                                 | Pierre-Jean Ducis                     | Henri Garat, Félix Oudart Jeanne Aubert                            | Comédie romantique      |        |
| Sous la terreur                                 | Marcel Cravenne Giovacchino Forzano   | Pierre Alcover Paul Amiot                                          | Histoire                |        |
| Sous les yeux d'Occident                        | Marc Allégret                         | Pierre Fresnay, Danièle Parola Michel Simon                        | Drame                   |        |
| Tarass Boulba                                   | Alexis Granowsky                      | Jean-Pierre Aumont Danielle Darrieux, Harry Baur                   | Drame historique        |        |
| La Tendre Ennemie                               | Max Ophüls                            | Simone Berriau, Laure Diana, Catherine Fonteney                    | Comédie                 |        |
| La Tentation                                    | Pierre Caron                          | Marie Bell, Antonin BervalHenri Rollan                             | Drame                   |        |
| La Terre qui meurt                              | Jean Vallée                           | Robert Arnoux, Mady Berry Larquey                                  | Drame                   |        |
| Titres exceptionnels                            | Hubert Bourlon                        | Paul Pauley, Germaine AusseySimone Héliard                         | Comédie                 | 25 min |
| Toi, c'est moi                                  | René Guissart                         | Jacques Pills, Georges Tabet Saturnin Fabre, Pauline Carton        | Comédie                 |        |
| Topaze                                          | Marcel Pagnol                         | Arnaudy, Pierre Asso, Sylvia Bataille                              | Comédie                 |        |
| Tout va très bien madame la marquise            | Henry Wulschleger                     | Marguerite Moreno, Noël-Noël, Colette Darfeuil                     | Comédie                 |        |
| Le Train d'amour                                | Pierre Weill                          | René Navarre, Joë Hamman, Colette Darfeuil                         |                         |        |
| Le Train d'amour                                | Pierre Weill                          | Nino Constantini, Colette Darfeuil Georgius                        | Comédie                 |        |
| ''Train de plaisir                              | Léo Joannon                           | Frédéric Duvallès, Germaine Roger Marguerite Moreno                | Comédie romantique      |        |
| Un de la légion                                 | Christian-Jaque                       | Fernandel, Suzy Prim, Thérèse Dorny                                | Comédie dramatique      |        |
| Un mauvais garçon                               | Jean Boyer Raoul Ploquin              | Danielle Darrieux, Henri Garat, André Alerme                       | Comédie musicale        |        |
| Une femme par intérim                           | André Hugon                           | Félix Oudart, Janine Merrey, Madeleine Sologne                     | Court métrage           |        |
| Une fille à papa                                | René Guissart                         | Josette Day, Lucien Baroux, Jean Servais                           |                         |        |
| Une gueule en or                                | Pierre Colombier                      | Lucien Baroux, Betty Stockfeld, Charles Dechamps                   |                         |        |
| Une poule sur un mur                            | Maurice Gleize                        | Jules Berry, Pierre Larquey Christiane Delyne                      | Policier                |        |
| Valse brillante de Chopin                       | Max Ophüls                            | Alexander Brailowsky                                               | Cinéphonie              | 6 min  |
| Valse royale                                    | Jean Grémillon                        | Henri Garat, Mila Parely, Renée Saint-Cyr                          |                         |        |
| La vie est à nous                               | Jean Renoir                           | Nadia Sibirskaïa, Gabrielle Fontan Madeleine Sologne               | Drame                   |        |
| La Vie parisienne                               | Robert Siodmak                        | Max Dearly, Georges Rigaud Conchita Montenegro                     | Comédie                 |        |